# Ted Lindsay-díj

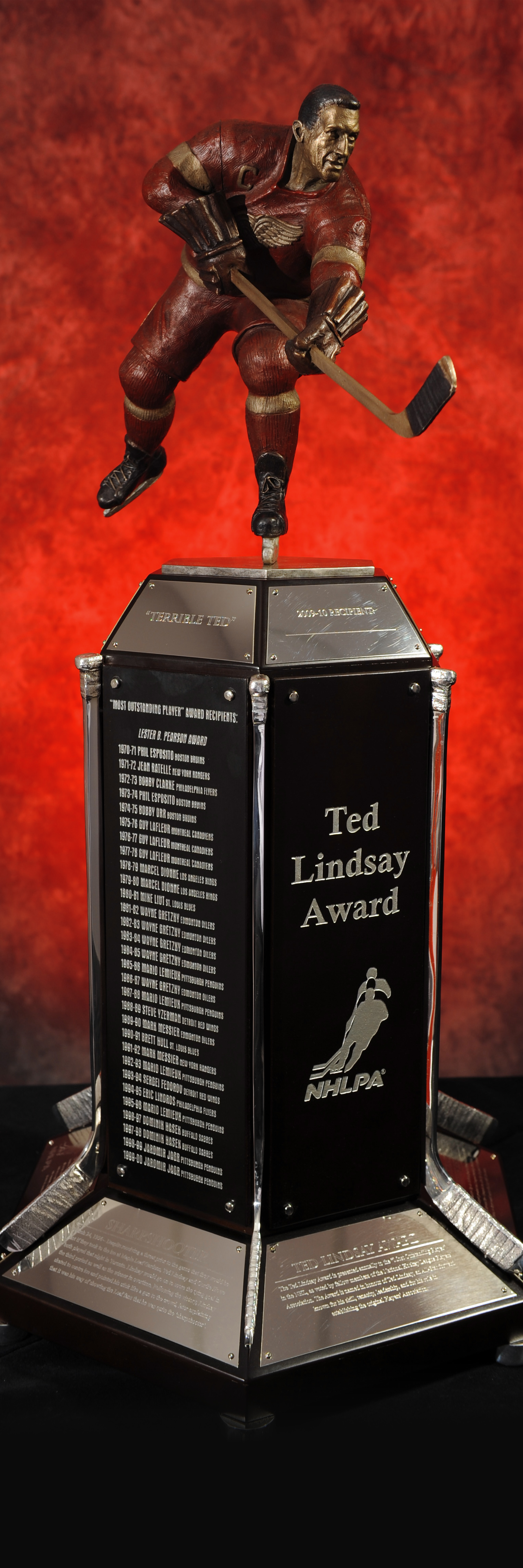
Az új trófea

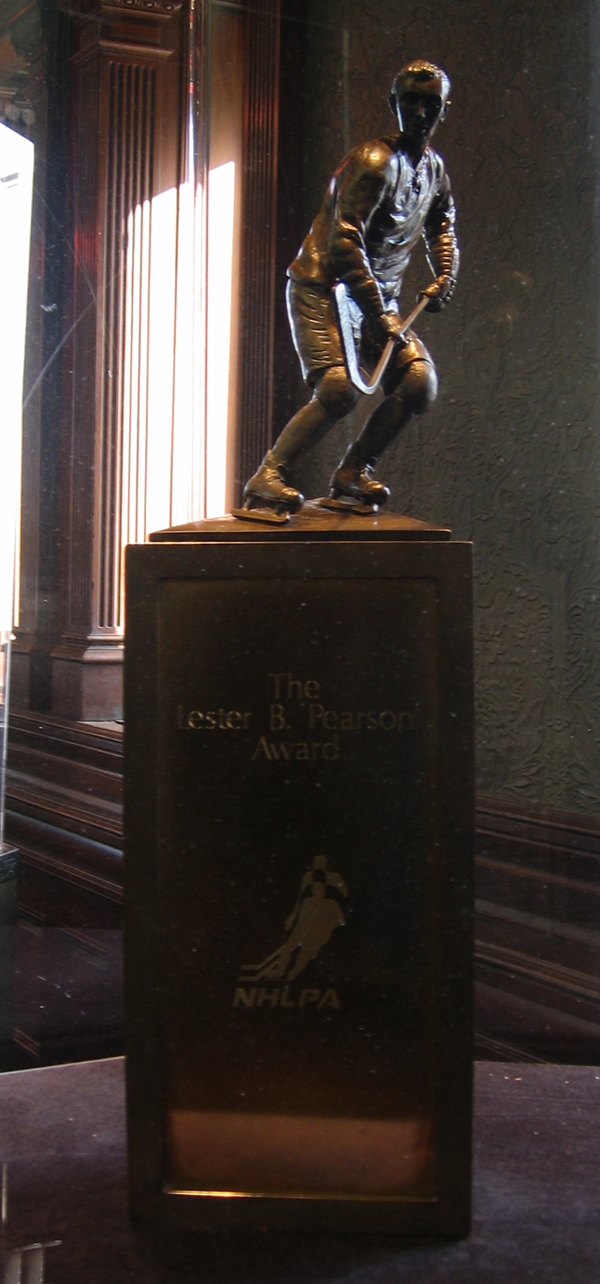
A régi trófea

A Ted Lindsay-díj egy egyéni trófea a National Hockey League-ben, melyet az a játékos kap, akit a legjobbnak ítél meg a NHL-játékosok Szervezetének tagjai.

## Története
1971-ben került először kiosztásra. Eddigi 45 alkalomból 25 játékos kapta mag. A régi díjat a volt kanadai miniszterelnökről Lester B. Pearson nevezték el, aki az 1957-es Nobel-békedíj nyertese volt. 2010. április 29-én az NHL bejelentette, hogy a díjat átnevezik és az új névadó Ted Lindsay lett, aki a Detroit Red Wings legendás játékosa volt 1944 és 1957 között. A legtöbbször Wayne Gretzky nyerte a trófeát, szám szerint öt alkalommal. A Pittsburgh Penguins játékosai kapták a legtöbb alkalommal, tízszer. Eddig 13 játékos kapta meg a Pearson/Lindsay és a Hart-emlékkupát (ami a szezon MVP-nek jár) egyszerre: Guy Lafleur (1976–1977 és 1977–1978), Wayne Gretzky (1981–1982, 1982–1983, 1983–1984, 1984–1985, 1986–1987), Mario Lemieux (1987–1988, 1992–1993 és 1995–1996), Mark Messier (1989–1990 és 1991–1992), Brett Hull (1990–1991), Szergej Fjodorov (1993–1994), Eric Lindros (1994–1995), Dominik Hašek (1996–1997 és 1997–1998), Jaromír Jágr (1998–1999), Joe Sakic (2000–2001), Martin St. Louis (2003–2004), Sidney Crosby (2006–2007, 2013–2014), Alekszandr Ovecskin (2007–2008 és 2008–2009) és Jevgenyij Malikn (2011–2012), Carey Price (2014–2015), Patrick Kane (2015–2016), Connor McDavid (2016–2017), Nyikita Kucserov (2018–2019) és Leon Draisaitl (2019–2020), Connor McDavid (2020–2021),

## A díjazottak

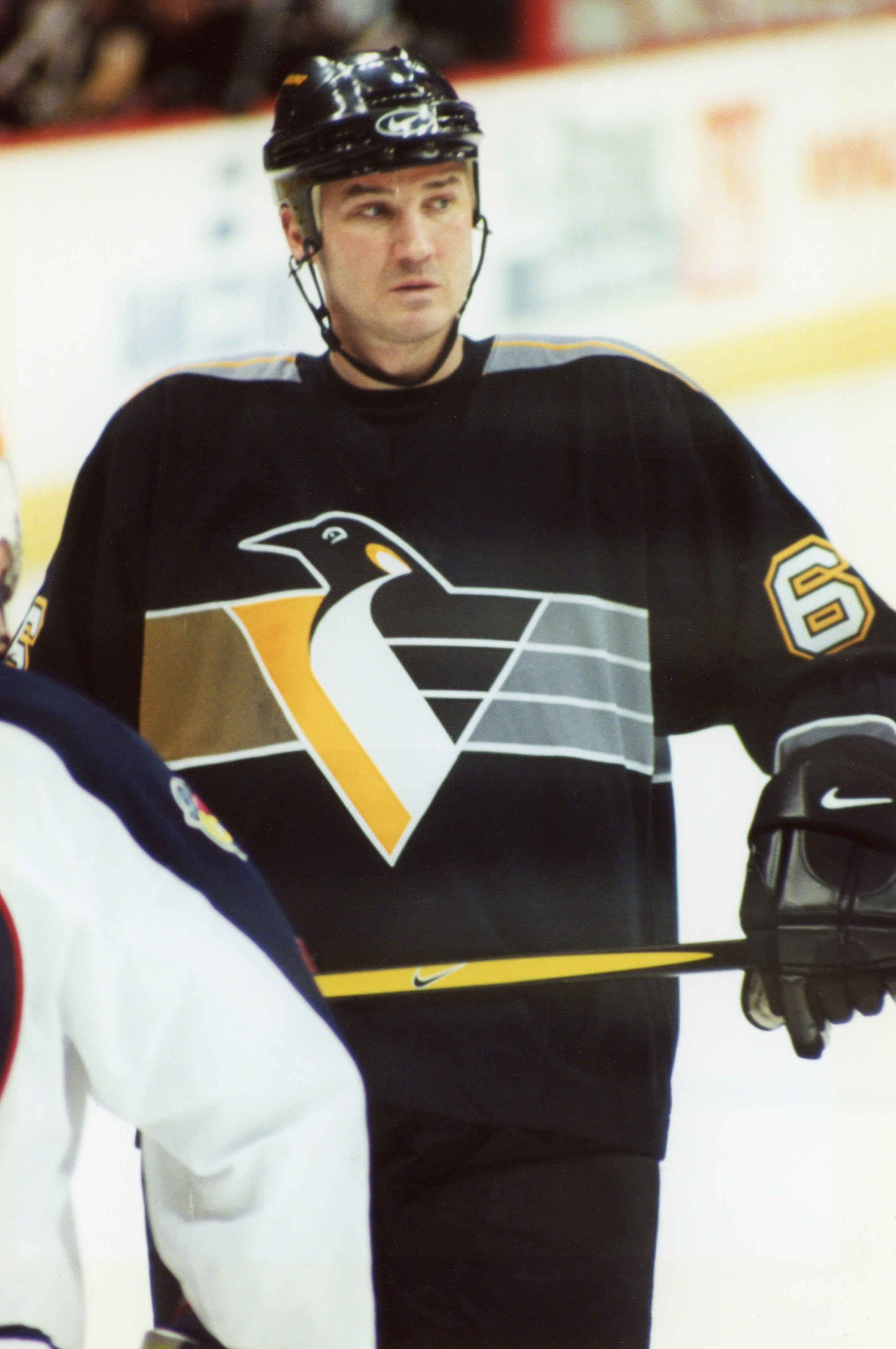
Mario Lemieux

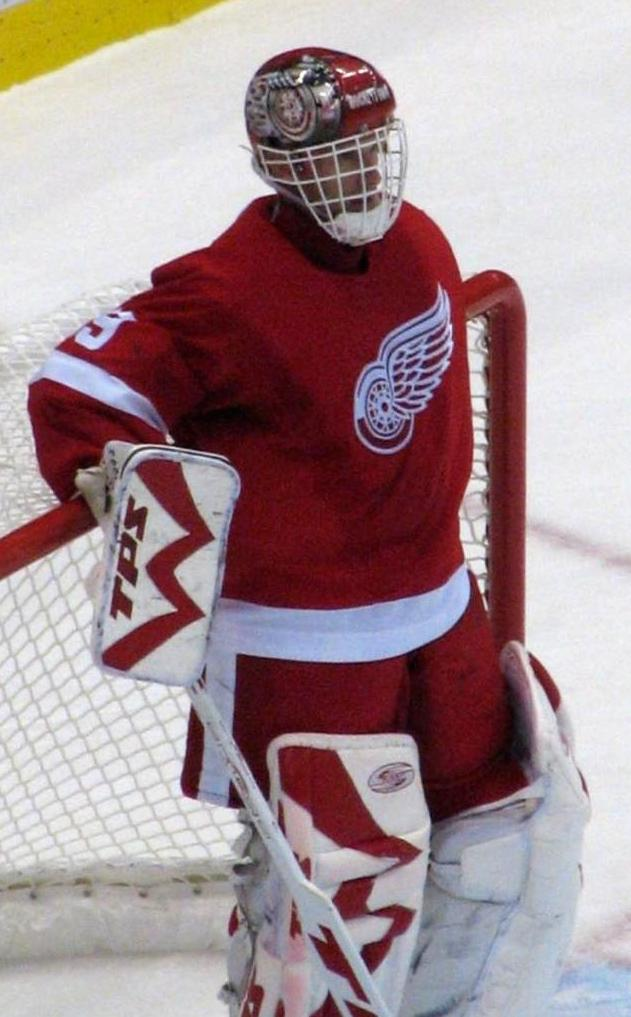
Dominik Hašek

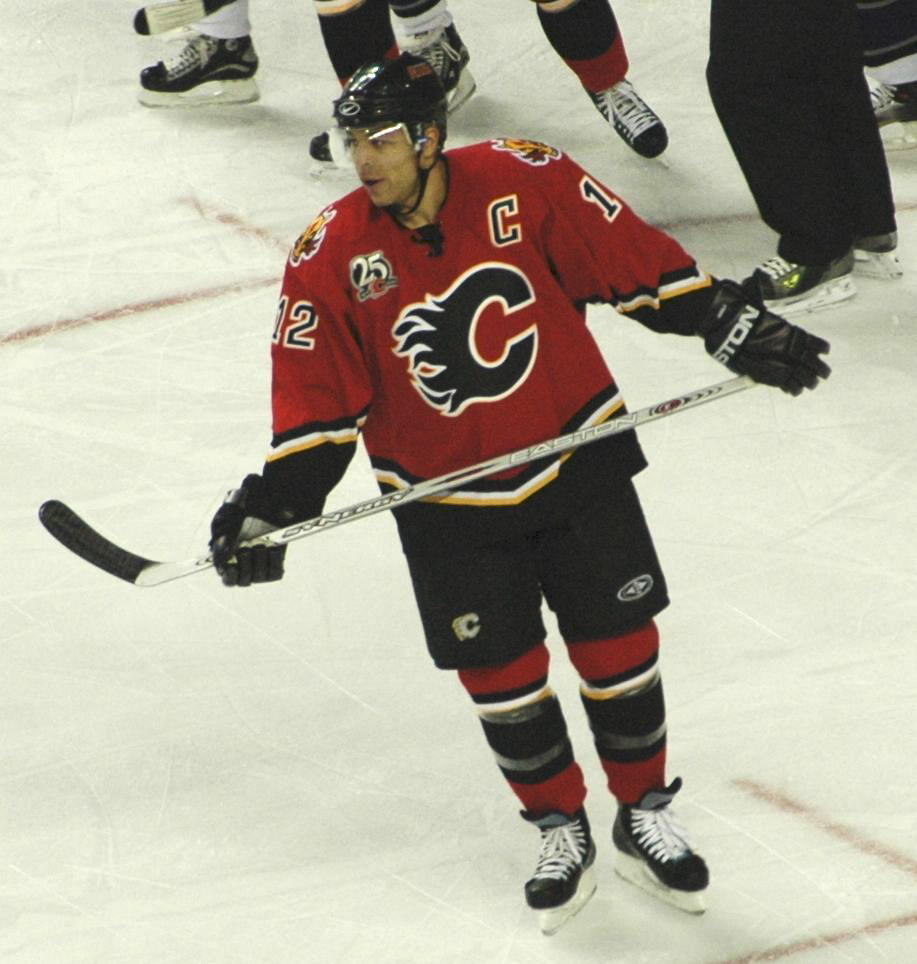
Jarome Iginla

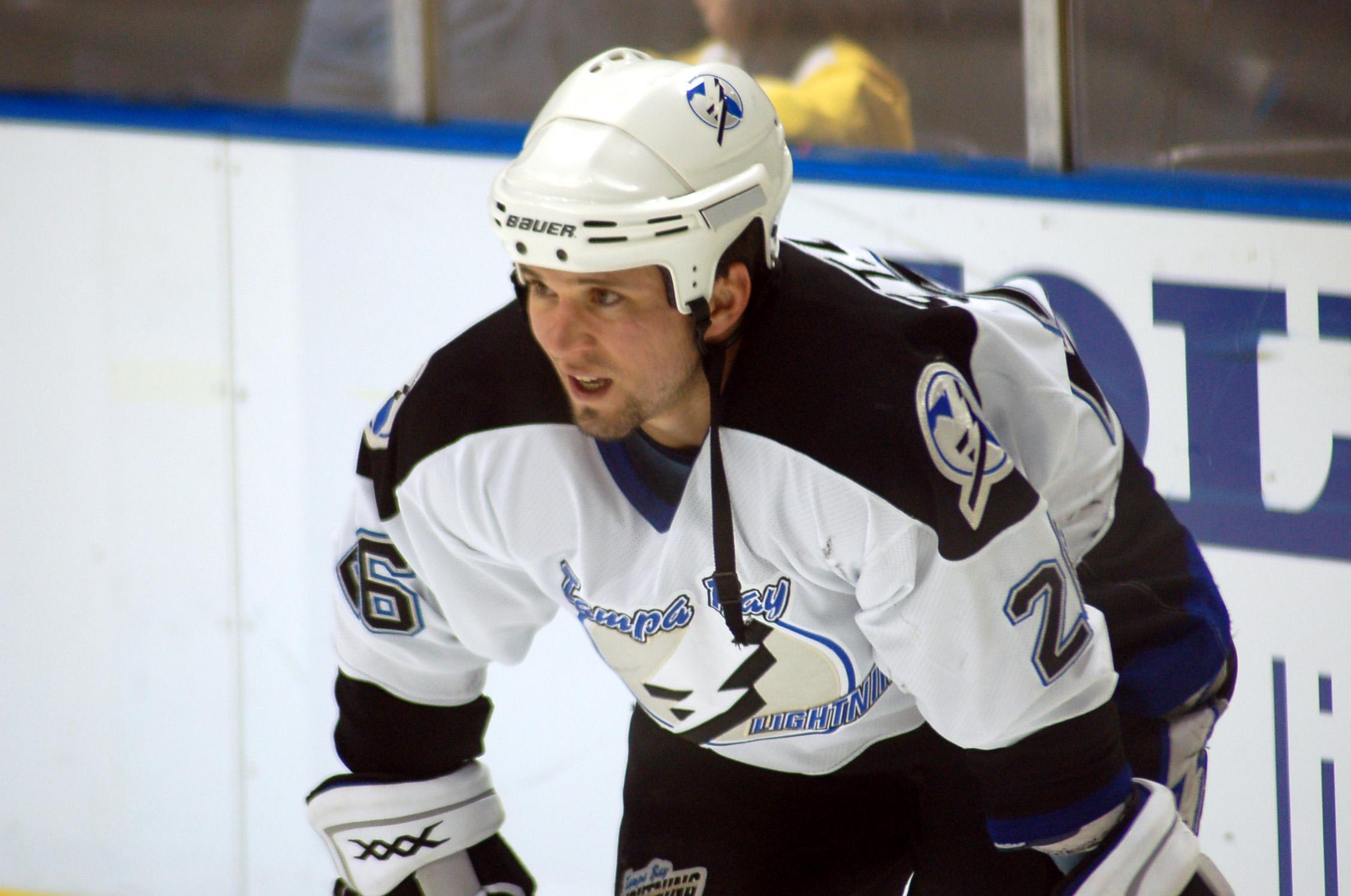
Martin St. Louis

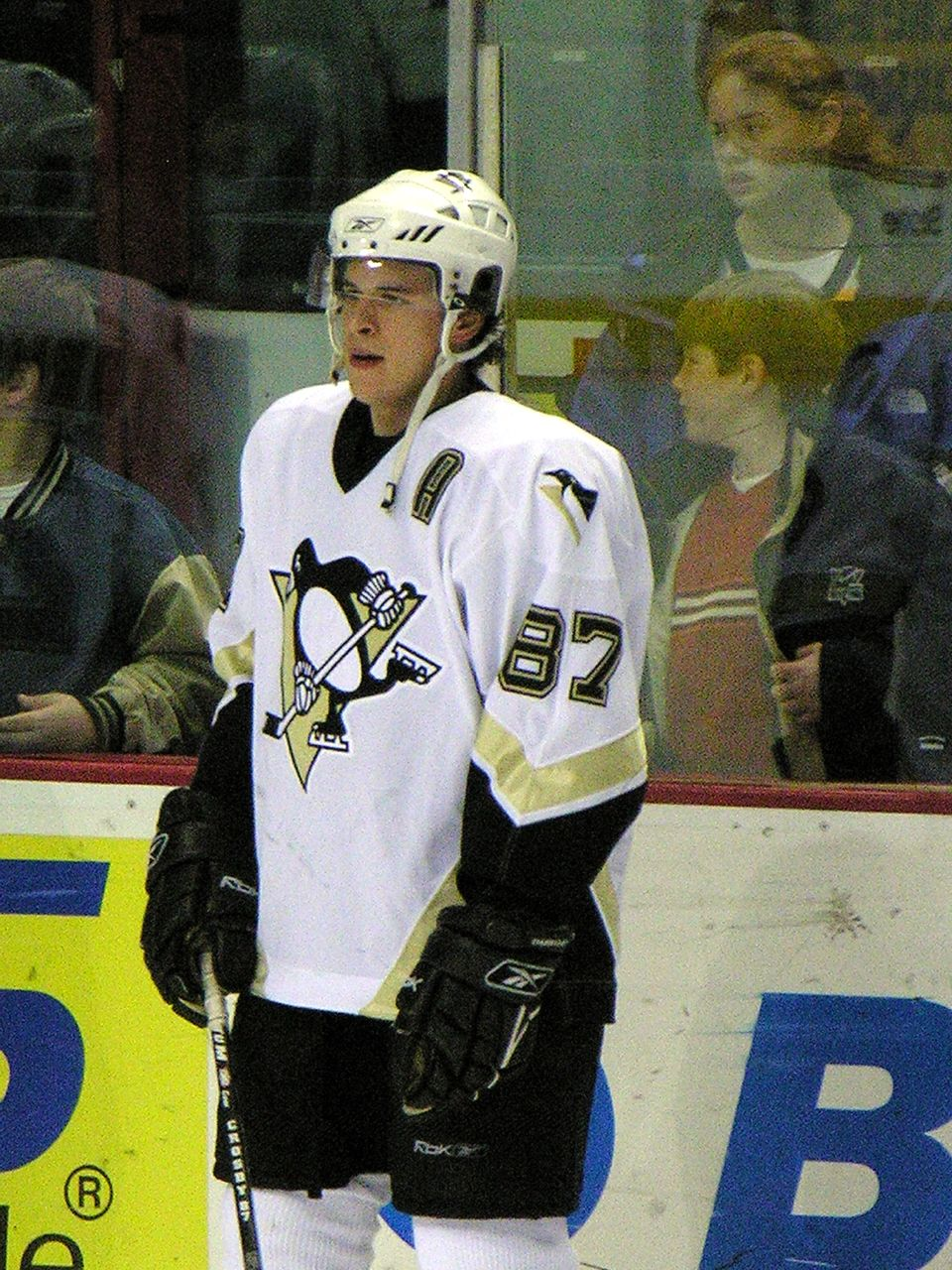
Sidney Crosby

| C | Center | V | Védő | JSz | Jobb Szélső | BSz | Bal Szélső | K | Kapus |

| Szezon    | Győztes                          | Csapat                           | Poszt                            | #                                |
| --------- | -------------------------------- | -------------------------------- | -------------------------------- | -------------------------------- |
| 2024–2025 | Nyikita Kucserov                 | Tampa Bay Lightning              | JSz                              | 2                                |
| 2023–2024 | Nathan MacKinnon                 | Colorado Avalanche               | C                                | 1                                |
| 2022–2023 | Connor McDavid                   | Edmonton Oilers                  | C                                | 4                                |
| 2021–2022 | Auston Matthews                  | Toronto Maple Leafs              | C                                | 1                                |
| 2020–2021 | Connor McDavid                   | Edmonton Oilers                  | C                                | 3                                |
| 2019–2020 | Leon Draisaitl                   | Edmonton Oilers                  | C                                | 1                                |
| 2018–2019 | Nyikita Kucserov                 | Tampa Bay Lightning              | JSz                              | 1                                |
| 2017–2018 | Connor McDavid                   | Edmonton Oilers                  | C                                | 2                                |
| 2016–2017 | Connor McDavid                   | Edmonton Oilers                  | C                                | 1                                |
| 2015–2016 | Patrick Kane                     | Chicago Blackhawks               | C                                | 1                                |
| 2014–2015 | Carey Price                      | Montréal Canadiens               | K                                | 1                                |
| 2013–2014 | Sidney Crosby                    | Pittsburgh Penguins              | C                                | 3                                |
| 2012–2013 | Sidney Crosby                    | Pittsburgh Penguins              | C                                | 2                                |
| 2011–2012 | Jevgenyij Malkin                 | Pittsburgh Penguins              | C                                | 1                                |
| 2010–2011 | Daniel Sedin                     | Vancouver Canucks                | BSz                              | 1                                |
| 2009–2010 | Alekszandr Ovecskin              | Washington Capitals              | BSz                              | 3                                |
| 2008–2009 | Alekszandr Ovecskin              | Washington Capitals              | BSz                              | 2                                |
| 2007–2008 | Alekszandr Ovecskin              | Washington Capitals              | BSz                              | 1                                |
| 2006–2007 | Sidney Crosby                    | Pittsburgh Penguins              | C                                | 1                                |
| 2005–2006 | Jaromír Jágr                     | New York Rangers                 | JSz                              | 3                                |
| 2004–2005 | A lockout miatt nem volt győztes | A lockout miatt nem volt győztes | A lockout miatt nem volt győztes | A lockout miatt nem volt győztes |
| 2003–2004 | Martin St. Louis                 | Tampa Bay Lightning              | JSz                              | 1                                |
| 2002–2003 | Markus Näslund                   | Vancouver Canucks                | BSz                              | 1                                |
| 2001–2002 | Jarome Iginla                    | Calgary Flames                   | JSz                              | 1                                |
| 2000–2001 | Joe Sakic                        | Colorado Avalanche               | C                                | 1                                |
| 1999–2000 | Jaromír Jágr                     | Pittsburgh Penguins              | JSz                              | 2                                |
| 1998–1999 | Jaromír Jágr                     | Pittsburgh Penguins              | JSz                              | 1                                |
| 1997–1998 | Dominik Hašek                    | Buffalo Sabres                   | K                                | 2                                |
| 1996–1997 | Dominik Hašek                    | Buffalo Sabres                   | K                                | 1                                |
| 1995–1996 | Mario Lemieux                    | Pittsburgh Penguins              | C                                | 4                                |
| 1994–1995 | Eric Lindros                     | Philadelphia Flyers              | C                                | 1                                |
| 1993–1994 | Szergej Fjodorov                 | Detroit Red Wings                | C                                | 1                                |
| 1992–1993 | Mario Lemieux                    | Pittsburgh Penguins              | C                                | 3                                |
| 1991–1992 | Mark Messier                     | New York Rangers                 | C                                | 2                                |
| 1990–1991 | Brett Hull                       | St. Louis Blues                  | JSz                              | 1                                |
| 1989–1990 | Mark Messier                     | Edmonton Oilers                  | C                                | 1                                |
| 1988–1989 | Steve Yzerman                    | Detroit Red Wings                | C                                | 1                                |
| 1987–1988 | Mario Lemieux                    | Pittsburgh Penguins              | C                                | 2                                |
| 1986–1987 | Wayne Gretzky                    | Edmonton Oilers                  | C                                | 5                                |
| 1985–1986 | Mario Lemieux                    | Pittsburgh Penguins              | C                                | 1                                |
| 1984–1985 | Wayne Gretzky                    | Edmonton Oilers                  | C                                | 4                                |
| 1983–1984 | Wayne Gretzky                    | Edmonton Oilers                  | C                                | 3                                |
| 1982–1983 | Wayne Gretzky                    | Edmonton Oilers                  | C                                | 2                                |
| 1981–1982 | Wayne Gretzky                    | Edmonton Oilers                  | C                                | 1                                |
| 1980–1981 | Mike Liut                        | St. Louis Blues                  | K                                | 1                                |
| 1979–1980 | Marcel Dionne                    | Los Angeles Kings                | C                                | 2                                |
| 1978–1979 | Marcel Dionne                    | Los Angeles Kings                | C                                | 1                                |
| 1977–1978 | Guy Lafleur                      | Montréal Canadiens               | JSz                              | 3                                |
| 1976–1977 | Guy Lafleur                      | Montréal Canadiens               | JSz                              | 2                                |
| 1975–1976 | Guy Lafleur                      | Montréal Canadiens               | JSz                              | 1                                |
| 1974–1975 | Bobby Orr                        | Boston Bruins                    | V                                | 1                                |
| 1973–1974 | Bobby Clarke                     | Philadelphia Flyers              | C                                | 1                                |
| 1972–1973 | Phil Esposito                    | Boston Bruins                    | C                                | 2                                |
| 1971–1972 | Jean Ratelle                     | New York Rangers                 | C                                | 1                                |
| 1970–1971 | Phil Esposito                    | Boston Bruins                    | C                                | 1                                |

## jegyzetek
1. ↑  Kucherov kapta a Ted Lindsay-díjat. jegkorongblog.hu (2025. június 5.)  (Hozzáférés: 2025. június 6.)
2. ↑  McDavid tarolt az NHL díjkiosztó gáláján. www.jegkorongblog.hu (2023. június 27.)  (Hozzáférés: 2023. június 29.)